# 宇治島 (鹿児島県)
宇治島（うっちま）は、鹿児島県南さつま市にある島。別名は家島。宇治向島と周辺の小島や岩礁とともに宇治群島を構成している。

## 概要
宇治島は宇治群島の東側に位置し、宇治向島より面積は小さいが同群島の主島で、島内には避難用の港や灯台がある。
小火山体が集合して形成された島と考えられている。北東から南南西に延びる3つの山塊からなり、最高地点は海抜95mである。急峻な地形の宇治向島に比べ、宇治島は緩やかな斜面が広がる。

## 交通
- 笠沙町の野間池港から漁船をチャーター（約2時間）[1]